# Veliká (Kravaře)
Veliká je malá vesnice, část obce Kravaře v okrese Česká Lípa. Nachází se asi dva kilometry severozápadně od Kravař. Prochází zde silnice II/263. Veliká leží v katastrálním území Janovice u Kravař o výměře 3,86 km².

## Historie
Do roku 1946 nesla obec název Grossendorf.

## Obyvatelstvo

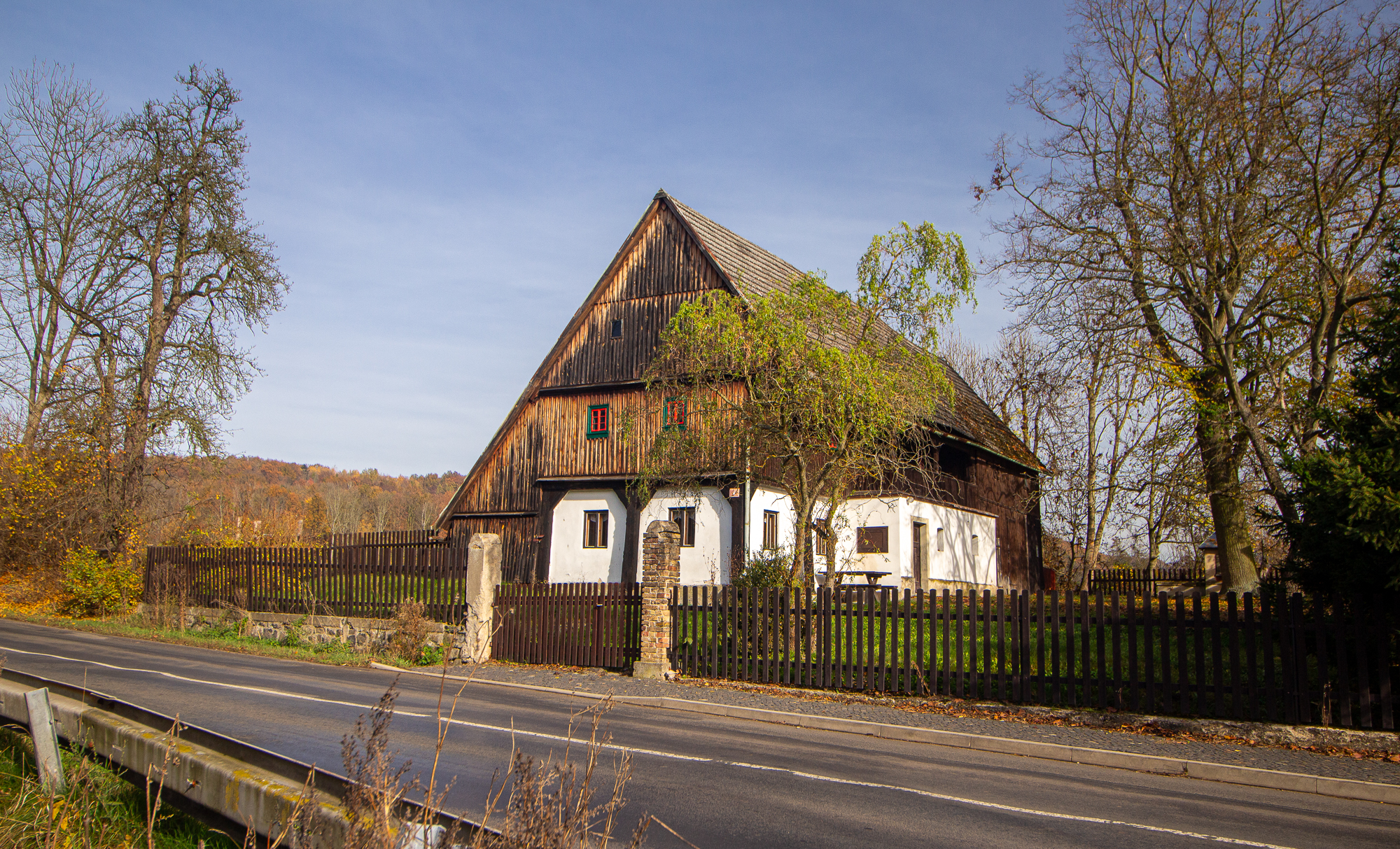
Veliká, dům č.p. 4

Při sčítání lidu v roce 1921 zde žilo 86 obyvatel (z toho 35 mužů), z nichž byl jeden Čechoslovák a 85 Němců. Kromě jednoho evangelíka byli římskými katolíky. Podle sčítání lidu z roku 1930 měla vesnice devadesát obyvatel: jednoho Čechoslováka a 89 Němců. Až na sedm evangelíků se ostatní hlásili k římskokatolické církvi.